# ピート・オーア
ピーターソン・トーマス・オーア（Peterson Thomas Orr, 1979年6月8日 - ）は、カナダ連邦オンタリオ州リッチモンドヒル出身の元プロ野球選手（内野手）。右投左打。
2015年パンアメリカン競技大会では、ピーター・オーアと表記された。

## 経歴

### プロ入り前
オンタリオ州のニューマーケットにあるニューマーケット高校を卒業後、テキサス州のガルベストンにある、ガルベストン大学に進学。1998年には、テキサス・レンジャーズに39巡目（全体1187位）で指名されたが契約しなかった。

### ブレーブス時代
1999年7月3日にドラフト外でアトランタ・ブレーブスと契約。
2005年4月5日にメジャーデビューを果たした。
2006年開幕前の1月16日に第1回ワールド・ベースボール・クラシック（WBC）のカナダ代表に選出された。
2007年11月20日にDFAになった。11月28日に解雇された。

### ナショナルズ時代
2008年1月10日にワシントン・ナショナルズとマイナー契約を結んだ。10月29日にFAとなったが、11月20日に再契約した。
2009年開幕前の3月に開催された第2回WBCのカナダ代表に選出され、2大会連続2度目の選出を果たした。
シーズンでは開幕からマイナーで過ごしていたものの、8月28日にナイジャー・モーガンの故障によりメジャーに復帰した。

### フィリーズ時代
2010年11月3日にフィラデルフィア・フィリーズと契約を結んだ。
2011年10月18日にFAになるも、11月3日にマイナー契約で再契約した。
2012年は開幕ロースターに入り、35試合に出場して打率.315、0本塁打、7打点の成績だった。
2013年1月17日に第3回WBC本戦のカナダ代表が発表され、3大会連続3度目の選出をされた。3月9日のメキシコ戦では、乱闘を起こし退場になった。この年はフィリーズで15試合に出場したが、オフの10月7日にFAとなった。

### ブルワーズ傘下時代
2014年1月27日にミルウォーキー・ブルワーズとマイナー契約を結んだ。この年はAAA級ナッシュビル・サウンズで113試合に出場して、打率.301、4本塁打、41打点の成績を残したが、メジャー昇格の機会はなかった。11月7日にマイナー契約で再契約を結んだ。
2015年6月17日に2015年パンアメリカン競技大会の男子野球カナダ代表に選出された。同大会では2大会連続2度目の優勝を果たし、金メダルを獲得した。オフの10月20日に第1回WBSCプレミア12のカナダ代表に選出された。この年はAAA級コロラドスプリングス・スカイソックスで103試合に出場して、打率.303、2本塁打、46打点の成績を残したが、2年続けてメジャー昇格の機会はなかった。

### ブルワーズ退団後
2016年はいずれの球団にも所属せず、4月11日にジャスティン・モルノーと共にU-18カナダ代表のスプリングトレーニングでゲストコーチを務めた。
2017年2月8日に第4回WBCのカナダ代表に選出され、4大会連続4度目の選出を果たした。

### 現役引退後
現役引退後はブルワーズのスカウトに就任した。

## 詳細情報

### 年度別打撃成績
| 年 度    | 球 団    | 試 合 | 打 席 | 打 数 | 得 点 | 安 打 | 二 塁 打 | 三 塁 打 | 本 塁 打 | 塁 打 | 打 点 | 盗 塁 | 盗 塁 死 | 犠 打 | 犠 飛 | 四 球 | 敬 遠 | 死 球 | 三 振 | 併 殺 打 | 打 率 | 出 塁 率 | 長 打 率 | O P S |
| -------- | -------- | ----- | ----- | ----- | ----- | ----- | -------- | -------- | -------- | ----- | ----- | ----- | -------- | ----- | ----- | ----- | ----- | ----- | ----- | -------- | ----- | -------- | -------- | ----- |
| 2005     | ATL      | 112   | 162   | 150   | 32    | 45    | 8        | 1        | 1        | 58    | 8     | 7     | 1        | 5     | 0     | 6     | 0     | 1     | 23    | 2        | .300  | .331     | .387     | .718  |
| 2006     | ATL      | 102   | 164   | 154   | 22    | 39    | 3        | 4        | 1        | 53    | 8     | 2     | 4        | 5     | 0     | 5     | 1     | 0     | 30    | 1        | .253  | .277     | .344     | .621  |
| 2007     | ATL      | 57    | 69    | 65    | 11    | 13    | 1        | 0        | 0        | 14    | 2     | 1     | 0        | 1     | 0     | 3     | 0     | 0     | 14    | 1        | .200  | .235     | .215     | .451  |
| 2008     | WSH      | 49    | 79    | 75    | 10    | 19    | 2        | 1        | 0        | 23    | 7     | 1     | 0        | 1     | 0     | 2     | 0     | 1     | 16    | 0        | .253  | .282     | .307     | .589  |
| 2009     | WSH      | 27    | 81    | 75    | 5     | 19    | 2        | 1        | 1        | 26    | 10    | 2     | 1        | 0     | 3     | 3     | 0     | 0     | 15    | 0        | .253  | .272     | .347     | .618  |
| 2011     | PHI      | 46    | 104   | 96    | 7     | 21    | 3        | 0        | 0        | 24    | 4     | 3     | 0        | 0     | 0     | 6     | 2     | 2     | 19    | 0        | .219  | .279     | .250     | .529  |
| 2012     | PHI      | 35    | 57    | 54    | 6     | 17    | 5        | 1        | 0        | 24    | 7     | 3     | 1        | 2     | 0     | 1     | 0     | 0     | 18    | 0        | .315  | .327     | .444     | .772  |
| 2013     | PHI      | 15    | 22    | 20    | 1     | 4     | 0        | 0        | 0        | 4     | 0     | 0     | 0        | 0     | 0     | 2     | 0     | 0     | 8     | 0        | .200  | .273     | .200     | .473  |
| MLB：8年 | MLB：8年 | 443   | 738   | 689   | 94    | 177   | 24       | 8        | 3        | 226   | 46    | 19    | 7        | 14    | 3     | 28    | 3     | 4     | 143   | 4        | .257  | .289     | .328     | .617  |

### 背番号
- 4 (2005年 - 2008年)
- 24 (2009年)
- 5 (2011年)
- 4 (2012年)
- 12 (2013年)

### 代表歴
- アテネオリンピック野球カナダ代表
- 2006 ワールド・ベースボール・クラシック・カナダ代表
- 2009 ワールド・ベースボール・クラシック・カナダ代表
- 2013 ワールド・ベースボール・クラシック・カナダ代表
- 2015年パンアメリカン競技大会男子野球カナダ代表
- 2015 WBSCプレミア12 カナダ代表
- 2017 ワールド・ベースボール・クラシック・カナダ代表